# Hans Ehrich

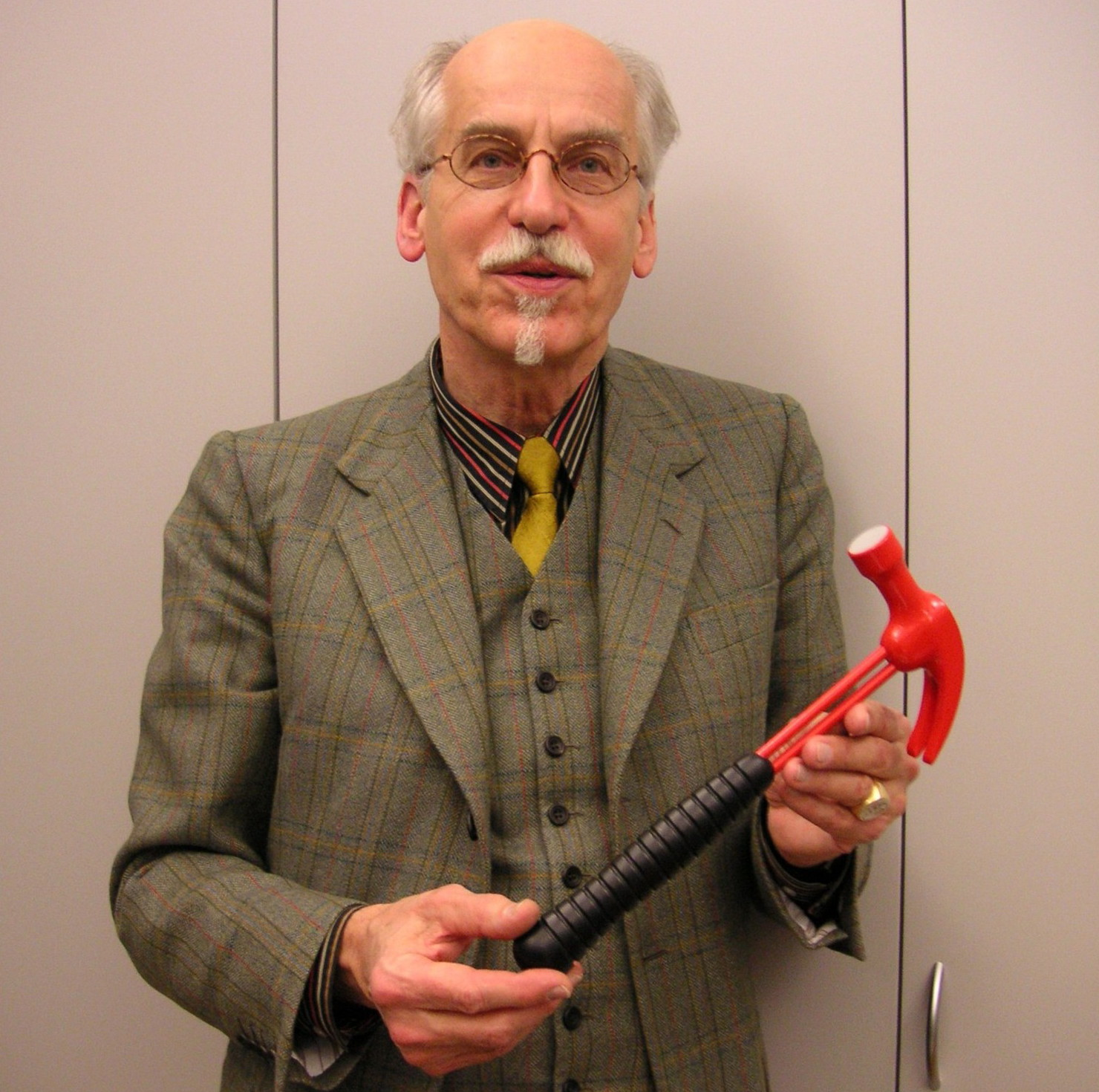
Hans Ehrich 2008.

Hans Ehrich (* 25. September 1942 in Kulosaari [heute Helsinki]) ist ein schwedischer Produktdesigner. Zusammen mit seinem Partner Tom Ahlström gründete er 1968 die schwedische Designfirma A&E Design, ein Unternehmen, das Ehrich auch heute (2022) noch leitet. International zählt Ehrich zu den führenden Industriedesignern Schwedens und wird der "Grandseigneur" im schwedischen Produktdesign genannt. Ehrich hat seinen Wohnsitz in Stockholm und Berlin.

## Jugend und Ausbildung

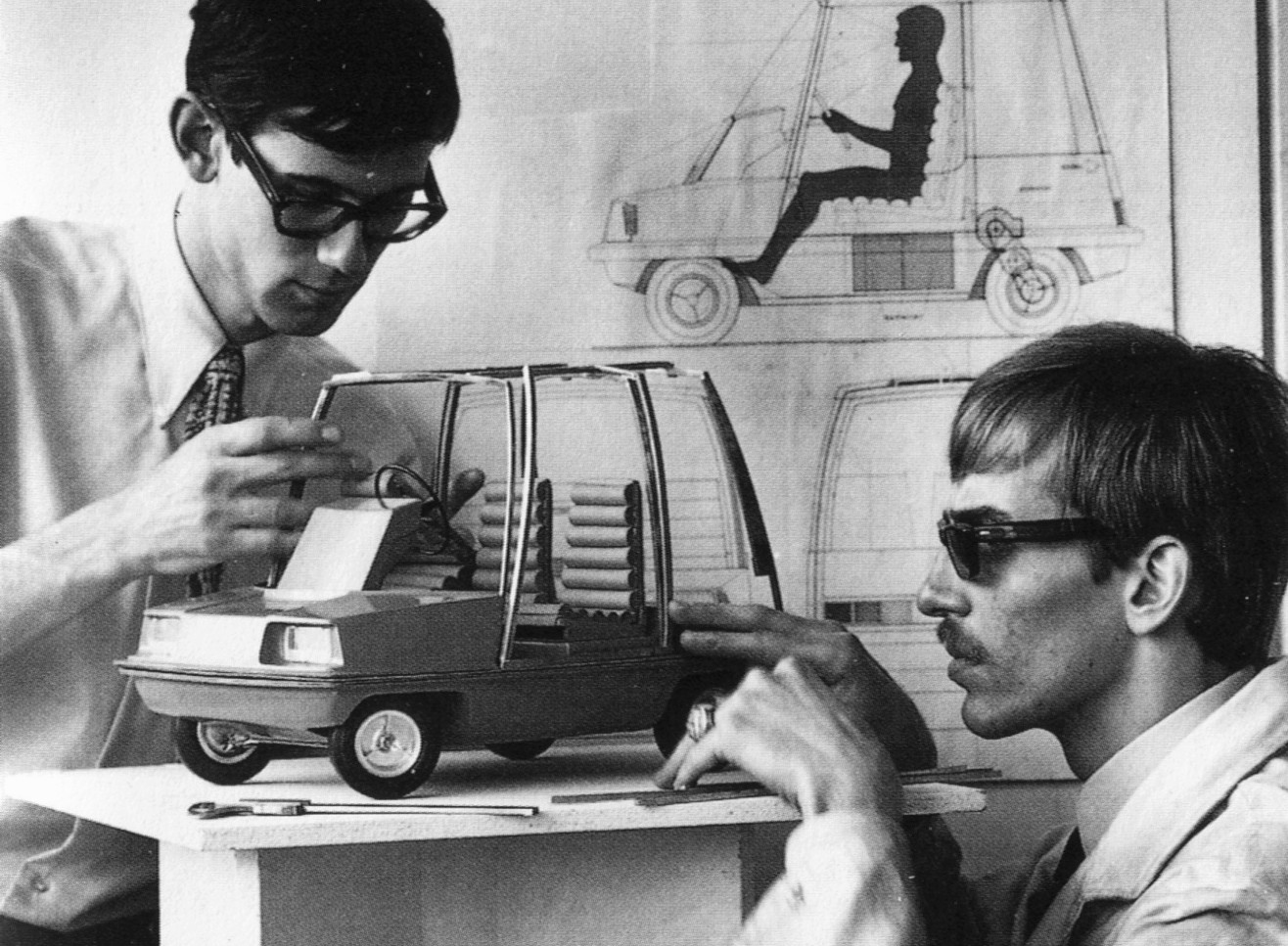
Ehrich (rechts) mit Elektroauto "Optima" 1967.

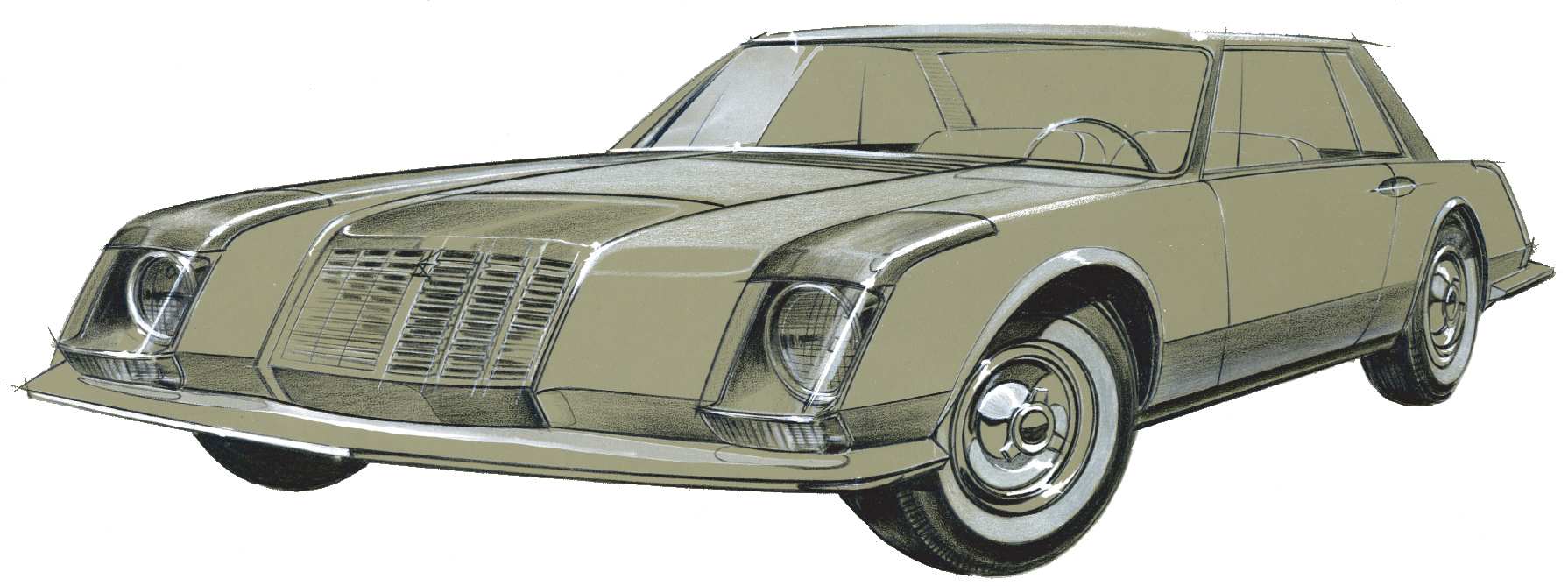
Sportcoupé, Ehrichs Turin-Studie von 1965.

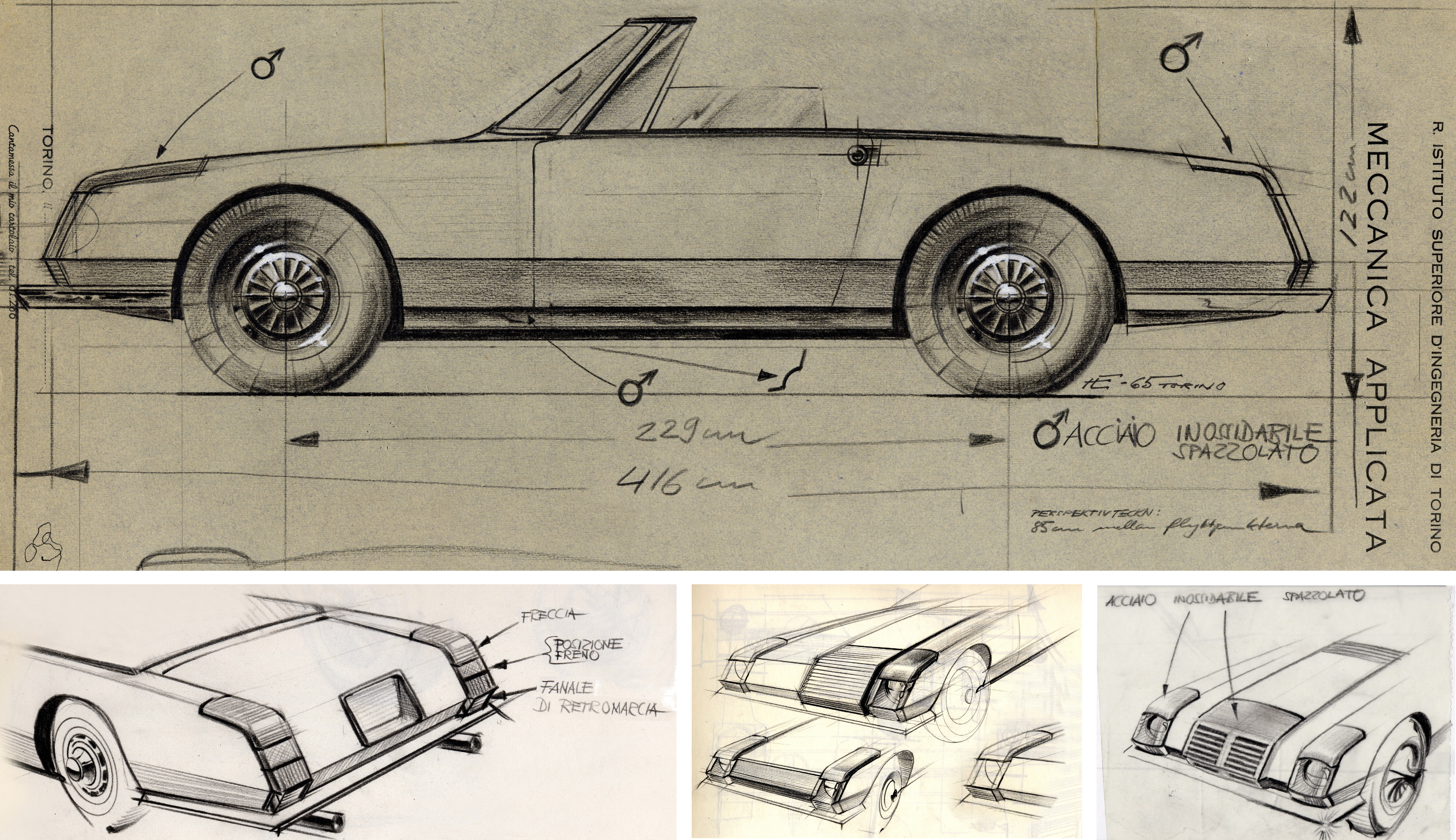
"2,5 Litre Gran Turismo Convertible", studie von 1965.

Hans Ehrichs Mutter war die Schwedin Liten-Karin Sundberg und sein Vater der deutsche Künstler Otto Ehrich. Nach der Emigration 1936 nach Finnland wurde der Sohn Hans 1942 in Kulosaari geboren. Während des finnischen Fortsetzungskrieges floh die Familie 1944 nach Schweden.
Ehrich erhielt seine Schulausbildung in Schweden, Deutschland, Schweiz, Spanien und Italien. Sein Abitur absolvierte er an der Scuola Germanica di Roma. In frühen Skizzen aus der Jugendzeit zeigte Ehrich sein Talent als geschickter Zeichner. Als 16-Jähriger fertigte er beispielsweise die Interieur-Studie eines Cabriolets mit ergonomisch gestalten Sitzen, Kopfstützen und geteilter hinterer Sitzbank.
Von 1962 bis 1967 studierte er an der Konstfackskolan (schwedisch für Kunstfachschule), eine 1844 gegründete, schwedische Kunsthochschule in Stockholm. Während seiner Studienzeit unternahm er Studienreisen nach Mailand und Turin, wo er mit dem italienischen Industriedesigner Giorgetto Giugiaro zusammentraf. Giugiaro bot Ehrich eine Anstellung im damals neu gegründeten Italdesign an. Das Angebot nahm Ehrich jedoch nicht an. Der Studienbesuch in Turin resultierte aber in einer langen Reihe von Autostudien, unter anderem einem zweitürigen Sportcoupé und einem „2,5 Litre Gran Turismo Convertible“.
Ehrichs Autointeresse spiegelte sich auch in seiner Examensarbeit wider. Es handelte sich dabei um ein dreisitziges Elektroauto für den Stadtverkehr, genannt „Optima“, das er zusammen mit dem Studienkameraden Roland Lindhé entwickelte. Optimas selbsttragende Karosserie sollte aus Kunststoff gefertigt werden, hatte luftlose, mit Schaumgummi gefüllte Reifen, Sicherheitsgurte und eine weich geformte, Stoß dämpfende Inneneinrichtung. Optima weckte Aufsehen und obwohl das Zukunftsauto nur in Modellform existierte, kamen Nachfragen von Kaufinteressierten sogar aus den USA. Optima bekam den ersten Preis in Fords Designwettbewerb der 1967 in München verliehen wurde.
Seinen künftigen Partner, Tom Ahlström, lernte Ehrich auf der Konstfackskolan kennen. Ahlström absolvierte sein Studium 1968, ein Jahr nach Ehrich. Danach beschlossen beide, eine eigene Designfirma mit dem Namen A&E Design zu gründen.

## Werk

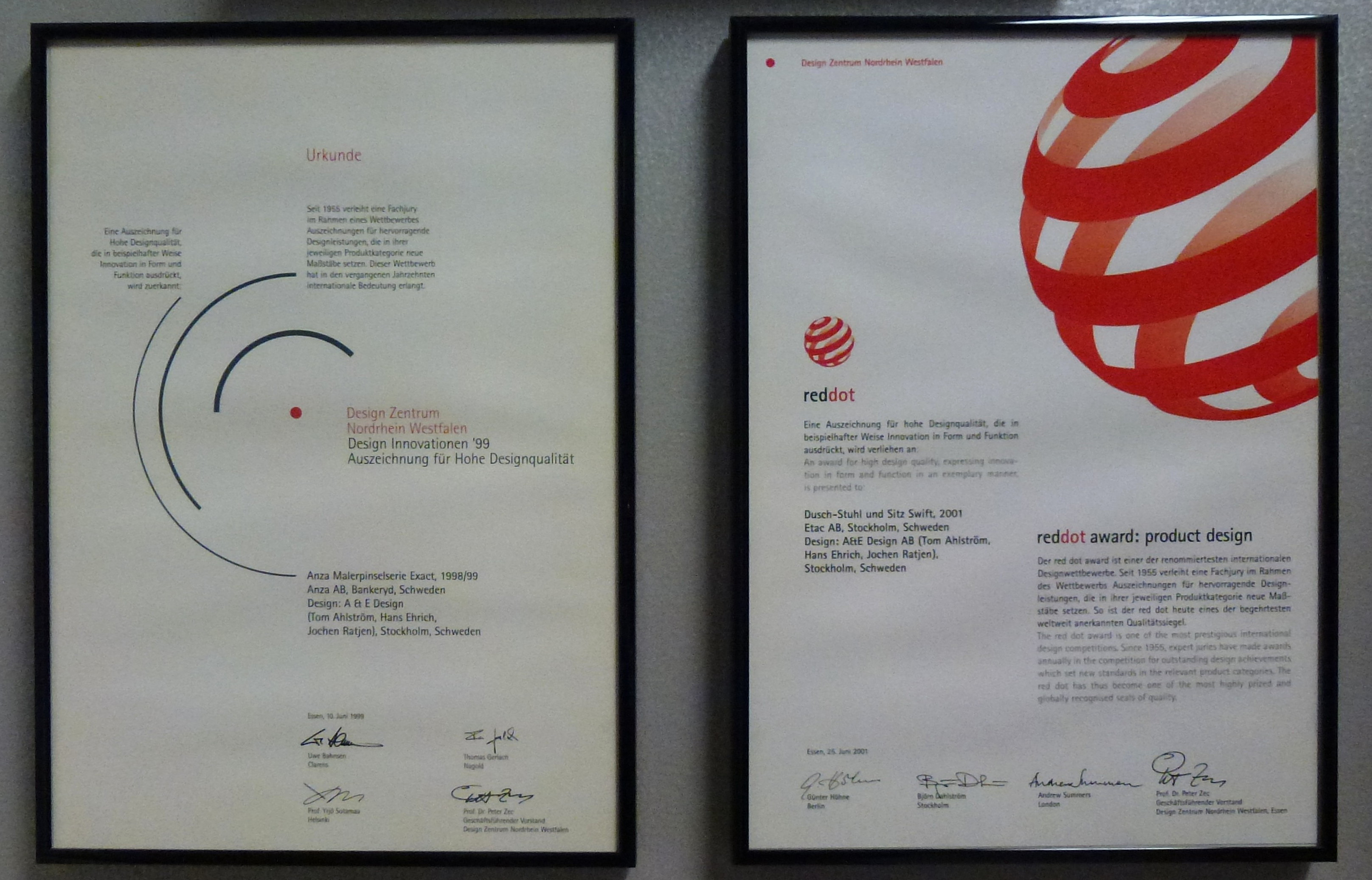
Red dot design award für A&E Design 1999 und 2001.

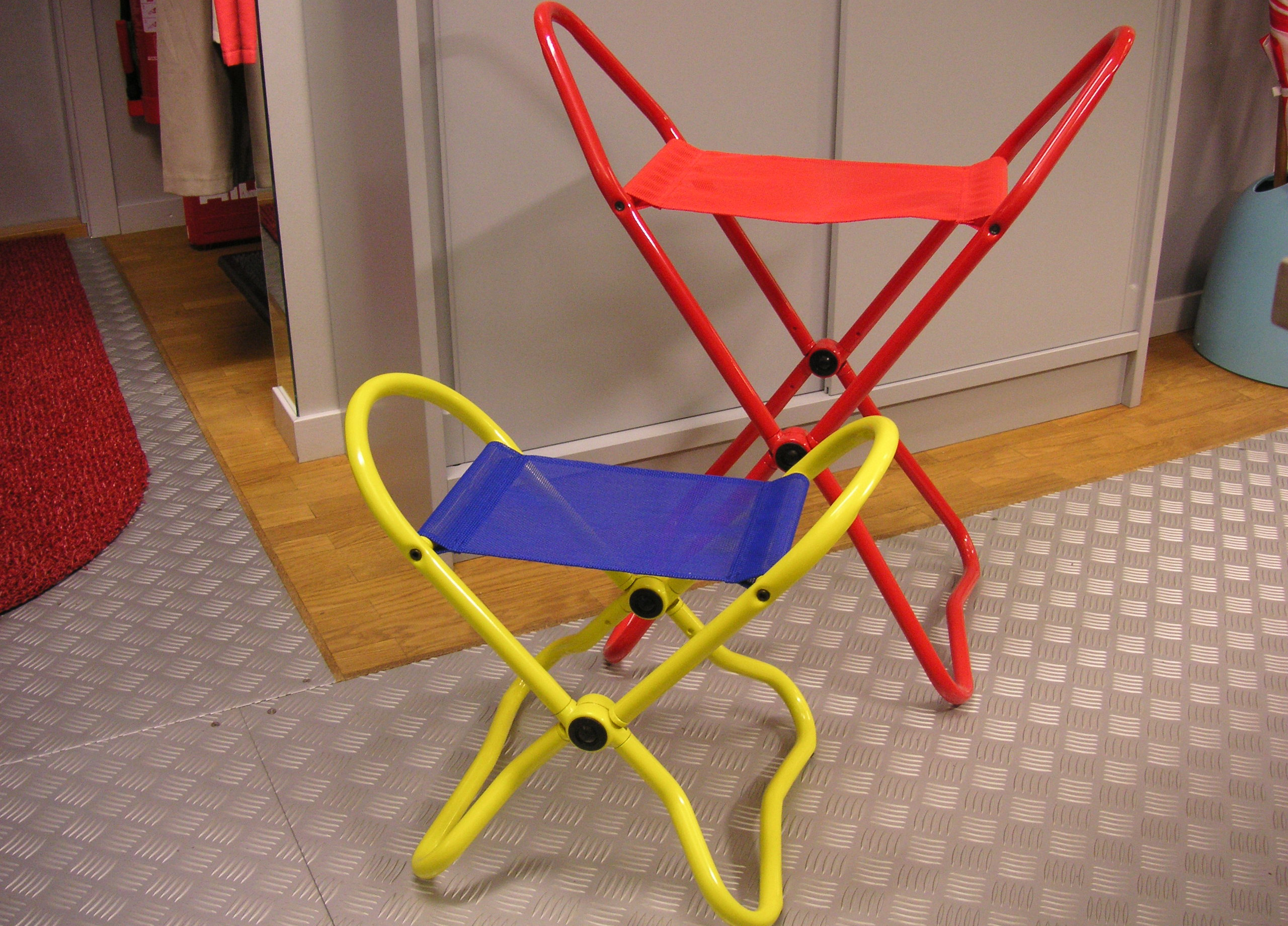
Museumshocker "Stockholm II" (rot) och Kinderklapphocker "Snupi", beide gestaltet von Hans Ehrich.

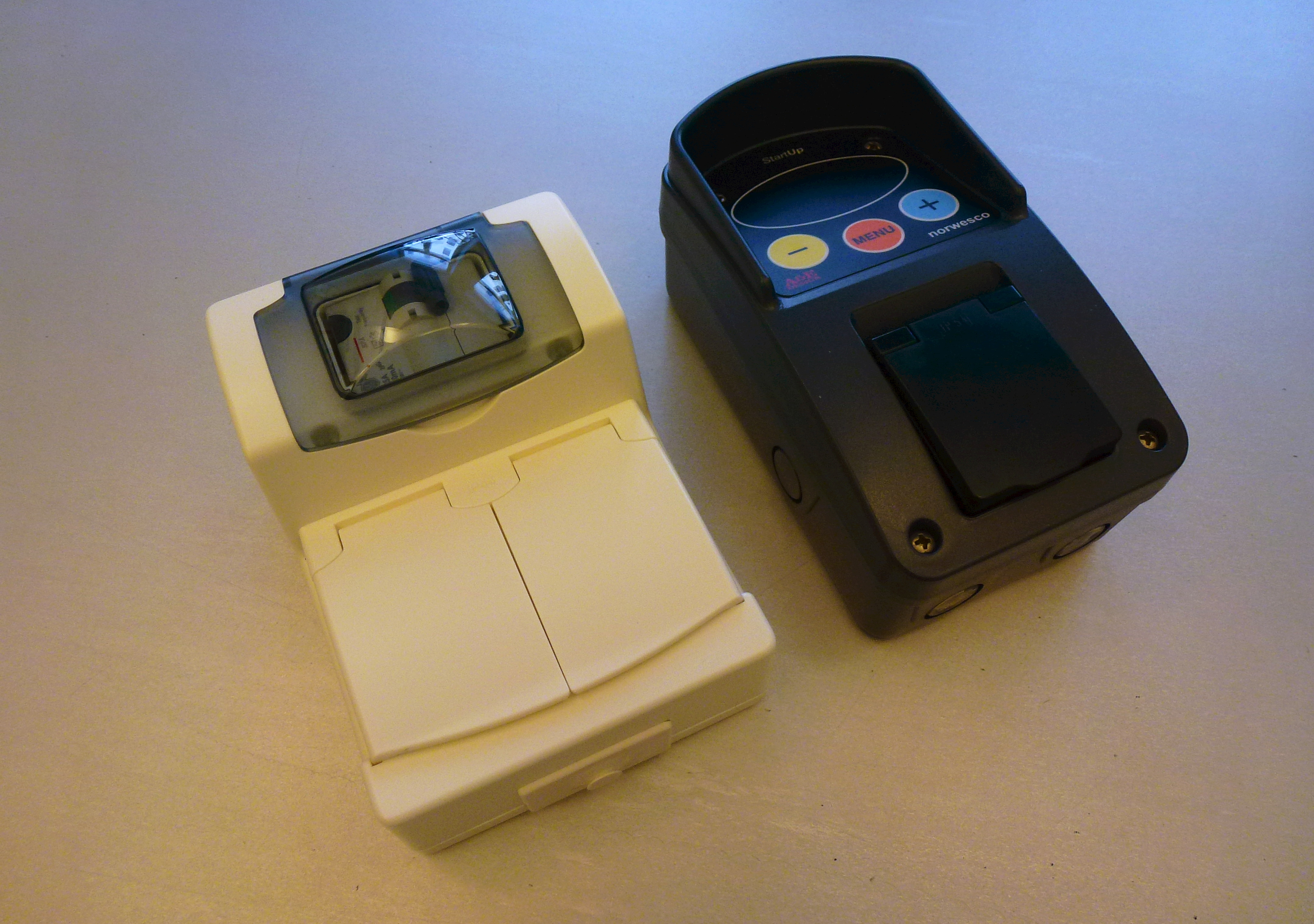
Ehrichs neueste Arbeiten für A&E Design: Fehlerstromschutzschalter (2015) und Zeitschaltuhr (2014).

A&E Designs erster Auftrag war ein Anstreichpinsel mit grifffreundlichem Schaft aus Polypropylen. Der Kunde war zufrieden und der Pinsel wurde ein Verkaufserfolg. Das war der Beginn der Gestaltung einer langen Reihe von Produkten aus verschiedenen Kunststoffen, gefertigt in unterschiedlichen Techniken.
A&E Design wurde schnell auch außerhalb Schwedens bekannt und ausgezeichnet für eine Vielzahl von Produkten, wie die Abspül-Bürste, die 1975 für die norwegische Firma Jordan A/S entwickelt wurde und die immer noch produziert wird, bis zum Jahr 2008 in über 80 Millionen Exemplaren. Ahlström und Ehrich spezialisierten sich frühzeitig auf das Design von Hilfsmitteln für Behinderte, beispielsweise der Dusch- und Toilettenstuhl Clean für Krankenhäuser und Pflegeheime.
Weltweit bekannt wurde auch das Warte-Nummernsystem M80 mit Nummernanzeige für AB Turn-O-Matic, das Ordnung in Warteschlangen brachte. Ein anderes erfolgreiches Produkt wurde der Klapphocker Stockholm II, der ursprünglich für das Nationalmuseum in Stockholm entworfen wurde und heute weltweit von Museumsbesuchern geschätzt ist. Bis zum Jahr 2017 ist der Klapphocker Stockholm II weltweit in über 1600 Museen vorhanden.
Die Abspül-Bürste und das Nummernsystem M80 sind in der permanenten Designausstellung des Stockholmer Nationalmuseums vertreten und der Klapphocker Stockholm II findet sich in den Designsammlungen des Museum of Modern Art in New York sowie der Pinakothek der Moderne in München. Die internationalen Erfolge haben dazu beigetragen, dass Hans Ehrich seit 2002 in der Jury des renommierten Red dot design award sitzt.

## Stiftung für Industriedesign
2022 bildete Hans Ehrich die Stiftung für Industriedesign deren Zweck es ist, einen jungen vielversprechenden Industridesign-Studenten mit einem Diplom und einem Stipendium zu belohnen. Vier Professorinnen und Professoren, die an vier renommierten Universitäten mit Designausbildung auf Hochschulniveau tätig sind, nominieren jeweils einen Kandidaten. Eine Jury wählt dann den Gewinner des „The Hans Ehrich Design Award for Excellent Young Industrial Design“ aus. Die Preisverleihung findet jährlich statt und das Preisgeld beträgt für 2022 SEK 85.000.